# Antoine de Vignerot du Plessis
Louis Antoine Sophie de Vignerot du Plessis (4 febbraio 1736 – 1791), Duca di Fronsac, poi Duca di Richelieu (1788), Principe di Mortagne, Marchese du Pont-Courlay, Conte de Cosnac, Barone de Barbezieux, Barone de Coze e Barone de Saugeon, fu un nobiluomo e generale francese.

## Biografia
Era il figlio di Louis François Armand de Vignerot du Plessis (1696–1788), Duc de Richelieu, Maresciallo di Francia e un esperto cortigiano, e di Elisabetta Sofia di Lorena (figlia di Giuseppe di Lorena, conte di Harcourt).
Madame de Pompadour desiderava che Antoine sposasse sua figlia ma suo padre rifuggì da quella richiesta, auspicando che la madre di Antoine era una Principessa di Lorena (quindi di gran lunga superiore al casato di Richelieu) e che quindi avrebbe necessitato del permesso del capo di quella casata, quindi dell'allora Imperatore Francesco I) per sposarsi. Madame de Pompadour non insistette ulteriormente sulla sua richiesta.
Una sua cugina di primo grado era Marie Charlotte, Principessa di Beauvau, moglie di Charles Juste de Beauvau, e figlia del Duca di Bouillon.
Successe al padre come premier gentilhomme de la chambre di Re Luigi XVI, diventò in seguito maréchal de camp e lieutenant général (1780).

## Matrimonio e figli
Il suo primo matrimonio, il 25 febbraio 1764, fu con Adélaïde de Hautefort. Ebbero un solo figlio, Armand Emmanuel (1766–1822).
Il suo secondo matrimonio, il 20 aprile 1776, fu con Marie Antoinette de Galliffet. Ebbero due figlie:
- Armande Marie (nata nel 1777) (Marquise de Montcalm-Gozon) ;
- Armande Simplicie Gabrielle (nata nel 1778) (Marquise de Jumilhac)

## Ascendenza
|                                              |                            |                                   | Genitori                               |  |  | Nonni |  |  | Bisnonni                            |  |  | Trisnonni                       |  |
|                                              |                            |                                   |                                        |  |  |       |  |  | François de Vignerot de Pontcourlay |  |  | René de Vignerot de Pontcourlay |  |
|                                              |                            |                                   |                                        |  |  |       |  |  | François de Vignerot de Pontcourlay |  |  | René de Vignerot de Pontcourlay |  |
|                                              |                            | Françoise du Plessis de Richelieu |                                        |  |  |       |  |  | François de Vignerot de Pontcourlay |  |  |                                 |  |
| Armand Jean de Vignerot du Plessis           |                            |                                   |                                        |  |  |       |  |  | François de Vignerot de Pontcourlay |  |  |                                 |  |
|                                              |                            | Marie-Françoise de Guémadeuc      | Thomas de Guémadeuc                    |  |  |       |  |  |                                     |  |  |                                 |  |
|                                              |                            | Marie-Françoise de Guémadeuc      | Thomas de Guémadeuc                    |  |  |       |  |  |                                     |  |  |                                 |  |
|                                              |                            | Marie-Françoise de Guémadeuc      | Jeanne Ruellan                         |  |  |       |  |  |                                     |  |  |                                 |  |
| Louis François Armand de Vignerot du Plessis |                            | Marie-Françoise de Guémadeuc      |                                        |  |  |       |  |  |                                     |  |  |                                 |  |
|                                              |                            | Jean Léonard d'Acigné             | Honorat d'Acigné                       |  |  |       |  |  |                                     |  |  |                                 |  |
|                                              |                            | Jean Léonard d'Acigné             | Honorat d'Acigné                       |  |  |       |  |  |                                     |  |  |                                 |  |
|                                              |                            | Jean Léonard d'Acigné             | Jeanne Jacqueline de Montmorency-Laval |  |  |       |  |  |                                     |  |  |                                 |  |
| Anne-Marguerite d'Acigné                     |                            | Jean Léonard d'Acigné             |                                        |  |  |       |  |  |                                     |  |  |                                 |  |
|                                              |                            | Marie Anne d'Acigné               | Honorat-Auguste d'Acigné               |  |  |       |  |  |                                     |  |  |                                 |  |
|                                              |                            | Marie Anne d'Acigné               | Honorat-Auguste d'Acigné               |  |  |       |  |  |                                     |  |  |                                 |  |
|                                              |                            | Marie Anne d'Acigné               | Renée de Keraldanet                    |  |  |       |  |  |                                     |  |  |                                 |  |
| Louis-Antoine-Sophie de Vignerot du Plessis  |                            | Marie Anne d'Acigné               |                                        |  |  |       |  |  |                                     |  |  |                                 |  |
|                                              | Alphonse-Henri de Lorraine | François-Louis de Lorraine        |                                        |  |  |       |  |  |                                     |  |  |                                 |  |
|                                              | Alphonse-Henri de Lorraine | François-Louis de Lorraine        |                                        |  |  |       |  |  |                                     |  |  |                                 |  |
|                                              | Alphonse-Henri de Lorraine | Anne d'Ornano                     |                                        |  |  |       |  |  |                                     |  |  |                                 |  |
| Anne-Marie-Joseph de Lorraine                | Alphonse-Henri de Lorraine |                                   |                                        |  |  |       |  |  |                                     |  |  |                                 |  |
|                                              |                            | Marie-Françoise de Brancas        | Charles de Brancas                     |  |  |       |  |  |                                     |  |  |                                 |  |
|                                              |                            | Marie-Françoise de Brancas        | Charles de Brancas                     |  |  |       |  |  |                                     |  |  |                                 |  |
|                                              |                            | Marie-Françoise de Brancas        | Suzanne Garnier                        |  |  |       |  |  |                                     |  |  |                                 |  |
| Élisabeth-Sophie de Lorraine                 |                            | Marie-Françoise de Brancas        |                                        |  |  |       |  |  |                                     |  |  |                                 |  |
|                                              |                            | Gaspard Jeannin de Castille       | Nicolas Jeannin de Castille            |  |  |       |  |  |                                     |  |  |                                 |  |
|                                              |                            | Gaspard Jeannin de Castille       | Nicolas Jeannin de Castille            |  |  |       |  |  |                                     |  |  |                                 |  |
|                                              |                            | Gaspard Jeannin de Castille       | Claude de Fieubet                      |  |  |       |  |  |                                     |  |  |                                 |  |
| Marie Louise Jeannin de Castille             |                            | Gaspard Jeannin de Castille       |                                        |  |  |       |  |  |                                     |  |  |                                 |  |
|                                              |                            | Louise Diane Dauvet               | Nicolas Dauvet                         |  |  |       |  |  |                                     |  |  |                                 |  |
|                                              |                            | Louise Diane Dauvet               | Nicolas Dauvet                         |  |  |       |  |  |                                     |  |  |                                 |  |
|                                              |                            | Louise Diane Dauvet               | Chrétienne de Lantage                  |  |  |       |  |  |                                     |  |  |                                 |  |
|                                              |                            | Louise Diane Dauvet               |                                        |  |  |       |  |  |                                     |  |  |                                 |  |